# 168-я танковая бригада
 168-я отдельная танковая бригада  — танковая бригада Красной армии в годы Великой Отечественной войны.
Сокращённое наименование — 168 отбр.

## Боевой и численный состав
Бригада сформирована по штатам № 010/345-010/352 от 15.02.1942 г.:
- Управление бригады [штат № 010/345]
- 368-й отд. танковый батальон [штат № 010/346]
- 369-й отд. танковый батальон [штат № 010/346]
- Мотострелково-пулемётный батальон [штат № 010/347]
- Противотанковая батарея [штат № 010/348]
- Зенитная батарея [штат № 010/349]
- Рота управления [штат № 010/350]
- Рота технического обеспечения [штат № 010/351]
- Медико-санитарный взвод [штат № 010/352]

## Подчинение
Периоды вхождения в состав Действующей армии:
- с 22.05.1942 по 05.08.1942 года.

| Дата            | Фронт (округ)                | Армия    | Корпус               | Дивизия | Бригада | Примечания |
| --------------- | ---------------------------- | -------- | -------------------- | ------- | ------- | ---------- |
| 01.04.1942 года | Архангельский военный округ  |          |                      |         |         |            |
| 01.05.1942 года | Архангельский военный округ  |          |                      |         |         |            |
| 01.06.1942 года | Юго-западный фронт           | 38 армия | 22-й танковый корпус |         |         |            |
| 01.07.1942 года | Юго-западный фронт           | 38 армия |                      |         |         |            |
| 01.08.1942 года | Сталинградский военный округ |          |                      |         |         |            |
| 01.09.1942 года | Московский военный округ     |          |                      |         |         |            |

## Командиры

### Командиры бригады
- Королёв, Василий Георгиевич, подполковник, ид, 00.04.1942 — 02.05.1942 года.
- Королёв, Василий Георгиевич, подполковник, 02.05.1942 — 17.07.1942 года[1].
- Слюсаренко Захар Карпович, майор, с 04.08.1942 подполковник, ид, 07.1942 — 30.08.1942 года.[2]
- Слюсаренко Захар Карпович, подполковник, 08.1942 — 01.10.1942 года.

### Начальники штаба бригады
- Жидков Василий Фёдорович, майор, 15.02.1942 — 00.07.1942 года.[3]
- Кроль Григорий Никитович, майор, 00.07.1942 — 00.10.1942 года.[4]

### Заместитель командира по политической части
- Слюсаренко Захар Карпович, майор, 00.05.1942 — 00.07.1942 года.

### Начальник политотдела, заместитель командира по политической части
- Артамасов Константин Александрович, батальонный комиссар, 19.03.1942 — 30.10.1942 года.